# Discordipinna
A Discordipinna a csontos halak (Osteichthyes) főosztályának a sugarasúszójú halak (Actinopterygii) osztályába, ezen belül a sügéralakúak (Perciformes) rendjébe, a gébfélék (Gobiidae) családjába és a Gobiinae alcsaládjába tartozó nem.

## Rendszerezés
A nembe az alábbi 2 faj tartozik:
- Discordipinna filamentosa Chen, Suzuki & Shao, 2012
- Discordipinna griessingeri Hoese & Fourmanoir, 1978 - típusfaj